# Besökstid
Besökstid är en utsatt tid på dygnet då patienter på sjukhus och frihetsberövade i häkten och fängelser får ta emot besök. Besöken kommer från anhöriga.
Det finns fasta tider för besökare på alla svenska häkten och fängelser, men den som är intagen måste ha tillstånd att ta emot besökare och besökaren måste förboka besöket. Besöket kan nekas, till exempel av säkerhetsskäl.

## Besökstider på sjukhus
Sjukhus började ha fasta besökstider för icke-betalande patienter i slutet av 1800-talet för att skapa bättre ordning på avdelningarna. På 1960-talet blev det vanligare att sjukhus hade fasta besökstider för alla patienter, för patientens skull, som inte skulle bli utmattad av för många besök. Nu för tiden är det vanligt med friare besökstider förutom på intensivvårdsavdelningar. Anledningar att vårdpersonalen vill begränsa besökstider är att inte stressa patienten, se till att vårdinsatser inte hindras och undvika att de anhöriga blir utmattade av att konstant besöka patienten.
Sammantagna studier på området visar att flexibla besökstider hänger ihop med mindre ångest hos patienten. Det finns inget samband med ökad dödlighet, vårdrelaterade infektioner eller längre vistelse på intensivvårdsavdelning. Anhöriga var nöjdare med mer flexibla besökstider men bland personalen ökade risken för utbrändhet.